# Van der Graaf Generator
Van der Graaf Generator (zeitweise auch Van der Graaf, oft auch abgekürzt als VdGG) ist eine britische Progressive-Rock-Band, die 1967 in Manchester gegründet wurde. Der Bandname ist vom Van-de-Graaff-Generator übernommen, einer Hochspannungsquelle.

## Geschichte
Van der Graaf Generator wurde im November 1967 von Peter Hammill (Gesang, Gitarre), Chris Judge Smith (Gesang, Schlagzeug) und Nick Pearne (Orgel) an der University of Manchester gegründet. Noch vor Veröffentlichung der ersten Platte verließen Smith und Pearne die Band. Als neue Mitglieder stießen Hugh Banton (Orgel, Klavier), Guy Evans (Schlagzeug) und Keith Ellis (Bass) dazu, mit denen Hammill The Aerosol Grey Machine aufnahm. Ellis verließ die Band wieder und Nic Potter übernahm für eine Weile die Rolle des Bassisten, außerdem stieß David Jackson (Saxophon, Flöte) dazu. Diese Formation bildete die klassische Besetzung der Band.

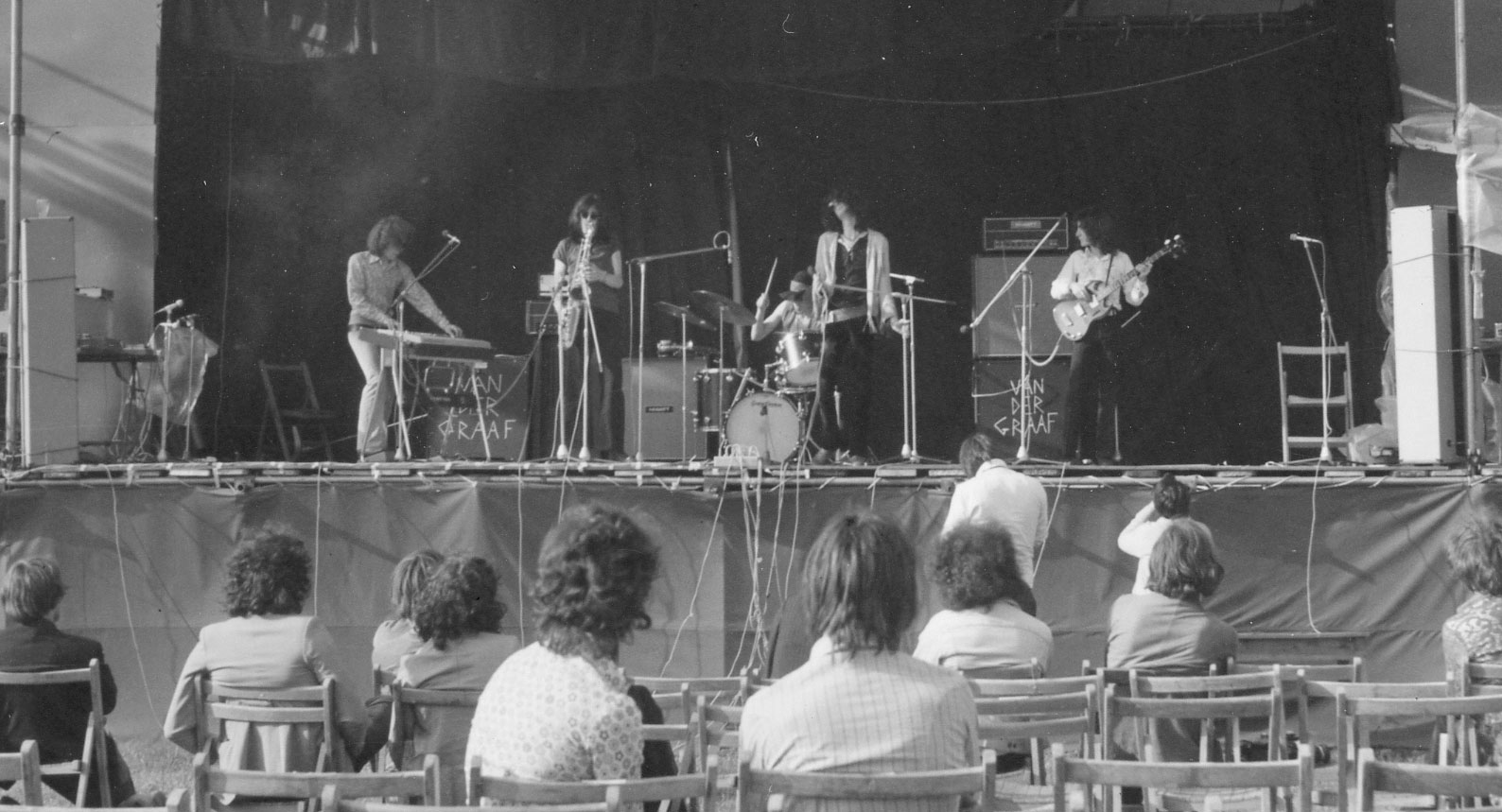
Van der Graaf Generator beim Open-Air-Konzert in Plumpton/England, 1972

Die Band löste sich mehrmals (unter anderem wegen Geldmangels) auf und formierte sich neu. Eine kurzzeitige Umbenennung fand 1977 unter dem Namen Van der Graaf statt. Anstelle von Hugh Banton und David Jackson waren als neue Mitglieder Graham Smith (Violine) und Charles Dickie (Cello) dabei, außerdem kehrte Nic Potter als Bassist zurück, wodurch sich das Klangbild vollkommen wandelte.
Peter Hammill betreibt außerdem seit 1971 eine kontinuierliche Solokarriere. Die übrigen Band-Mitglieder nahmen 1973 unter dem Namen The Long Hello ein gleichnamiges Album auf; drei weitere Alben folgten in den frühen Achtzigern mit stark wechselnden Besetzungen.
Ende 2004 kündigte Hammill eine Reunion der Band in der klassischen Besetzung mit Jackson, Banton und Evans an. Bereits im Sommer 2004 hatte die Band ein Doppelalbum mit neuem Material eingespielt, das im April 2005 unter dem Titel Present erschien. Außerdem fanden im Sommer 2005 Konzerte in Europa statt. Am 5. November 2005 traten Van der Graaf Generator im Rahmen der 26. Leverkusener Jazztage im Forum in Leverkusen auf.
Nach dem erneuten Ausstieg Jacksons ging das verbliebene Trio im Frühjahr 2007 auf Tournee. Ein Konzert vom 14. April 2007 im Paradiso in Amsterdam wurde aufgezeichnet und stand bis zum März 2009 auf der Fabchannel-Website als Stream zur Verfügung. Es erschien im Juni 2009 auf DVD und CD. Nach der Tournee nahmen sie Material für ein neues Album auf, das im März 2008 unter dem Namen Trisector erschien.
Am 11. März 2011 ist das elfte Studioalbum A Grounding in Numbers erschienen; mehrere Stücke wurden im Dezember 2010 in London erstmals live präsentiert. Im Jahr 2012 wurden jeweils ein weiteres Live- und Studioalbum veröffentlicht.
Am 30. September 2016 wurde unter dem Plattenlabel Esoteric Recordings ein neues Studioalbum mit dem Titel Do Not Disturb veröffentlicht.
Von September 2021 bis Mai 2022 fand eine zuvor mehrmals coronabedingt verschobene Europatournee statt, in deren Rahmen die Band Ende Oktober 2021 das erste Mal in Finnland auftrat. Aufgrund eines medizinischen Notfalls musste Peter Hammill im Krankenhaus behandelt werden, was das vorzeitige Ende der Tournee bedeutete. Das bisher letzte Konzert spielten Van der Graaf Generator am 11. Mai 2022 in Reutlingen im franz.K.

## Stil
Der eigenständige Sound ergibt sich aus dem Zusammenspiel von Orgel und Saxophon, dem weitgehenden Verzicht auf elektrische Gitarren und dem expressiven Gesang Peter Hammills. Ein weiteres Charakteristikum sind die düsteren, existenzialistischen Liedtexte Hammills, die ihm den Beinamen „King of fear“ (König der Angst) einbrachten. Die Musik pendelt zwischen lyrischen Passagen und heftigen, teilweise Free-Jazz-artigen Ausbrüchen.

## Diskografie

### Studioalben
- 1969: The Aerosol Grey Machine
- 1970: The Least We Can Do Is Wave to Each Other
- 1970: H to He, Who Am the Only One
- 1971: Pawn Hearts
- 1975: Godbluff
- 1976: Still Life
- 1976: World Record
- 1977: The Quiet Zone/The Pleasure Dome (als Van der Graaf)
- 2005: Present
- 2008: Trisector
- 2011: A Grounding in Numbers
- 2012: ALT
- 2016: Do Not Disturb

### Livealben
- 1978: Vital (Aufnahmen von 1978, als Van der Graaf)
- 2004: Maida Vale BBC Radio Sessions (Aufnahmen von 1971–1975)
- 2007: Real Time (Aufnahmen von 2005)
- 2009: Live at the Paradiso (Aufnahmen von 2007)
- 2012: Recorded Live in Concert at Metropolis Studios, London (Aufnahmen von 2010, 2 CDs + DVD)
- 2015: Merlin Atmos (Aufnahmen der Europatour von 2013)
- 2015: After the Flood – at the BBC 1968–1977
- 2018: Live At Rockpalast-Leverkusen 2005 (Aufnahme vom 5. November 2005, 2 CDs + DVD)
- 2023: The Bath Forum Concert (Aufnahme vom 1. März 2022, 2 CDs + DVD + BlueRayDisc)

### Kompilationen
- 1972: 68–71
- 1982: Time Vaults (Demos, die zwischen Pawn Hearts und Godbluff entstanden)
- 1986: First Generation: Scenes from 1969–1971
- 1986: Second Generation: Scenes from 1975–1977
- 1988: Now and Then
- 1993: I Prophesy Disaster
- 1994: Maida Vale – BBC Sessions
- 2000: The Box
- 2000: An Introduction: From the Least to the Quiet Zone

Zahlreiche inoffizielle Live- und Radiomitschnitte sind auf LP und CD erschienen.

### Videoalben
- 2003: Godbluff Live 1975 Charleroi Palais des Expos 27. September 1975
- 2009: Live at the Paradiso 14. April 2007